# 頭髪

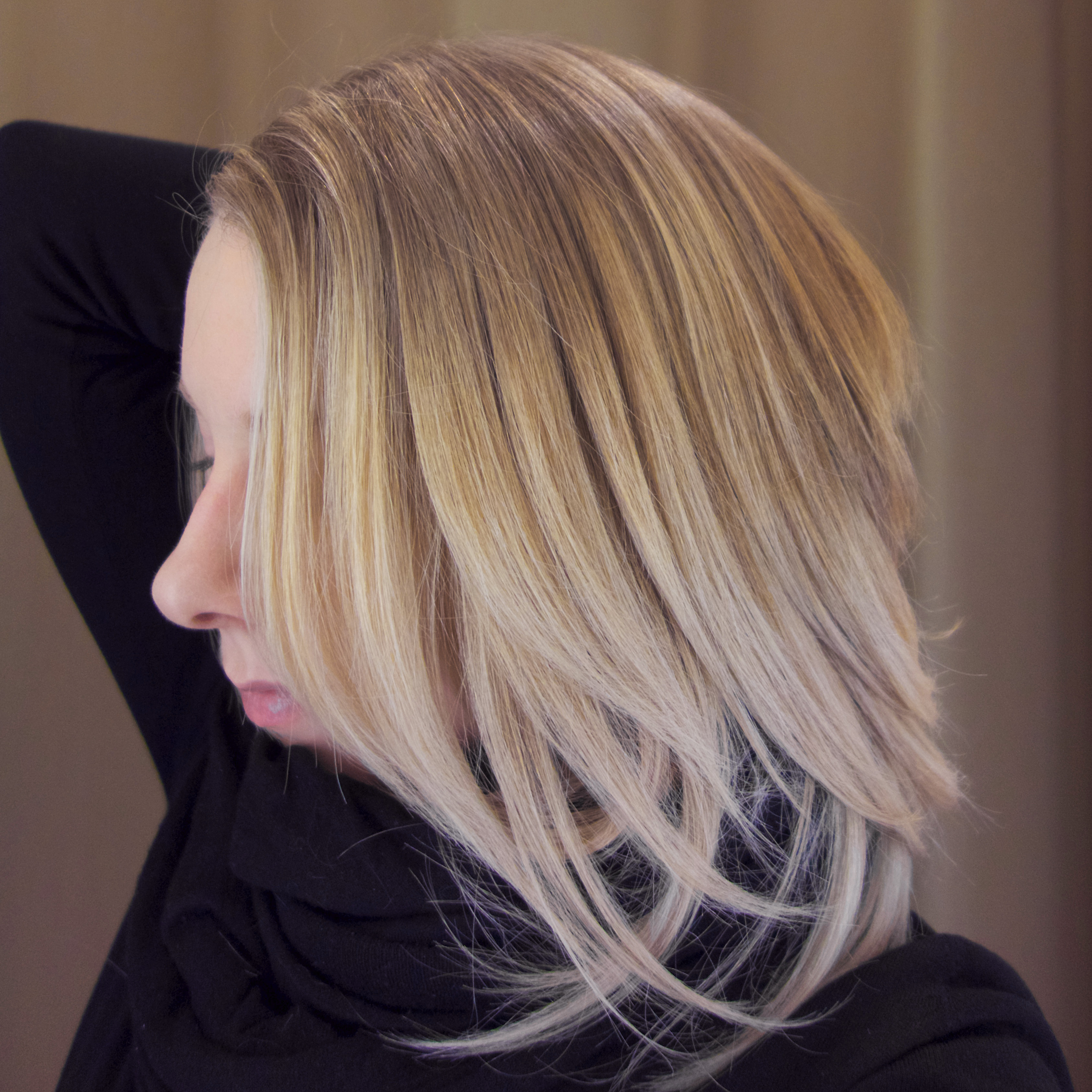
直毛の金髪（女性）

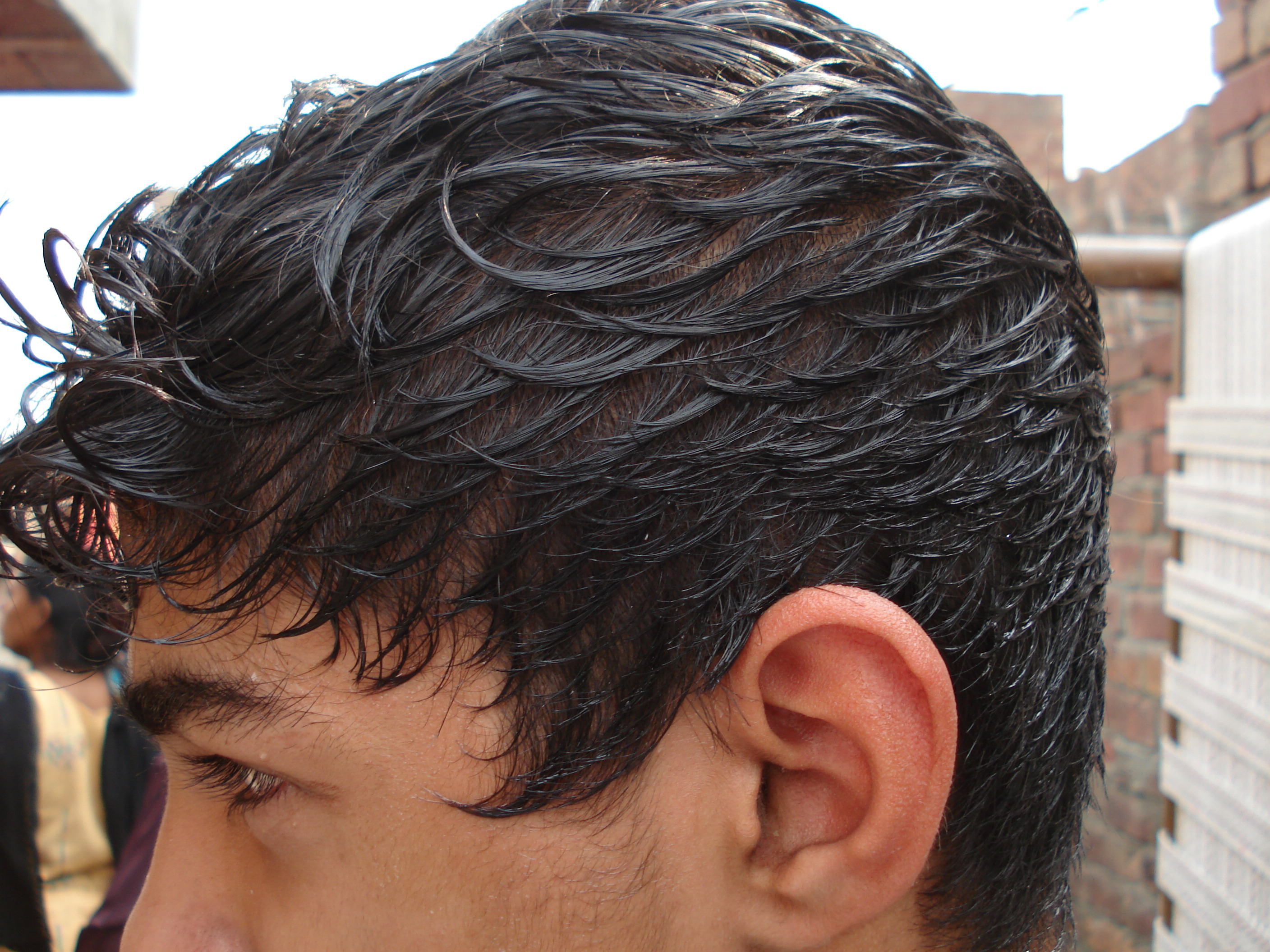
直毛の黒髪（男性）

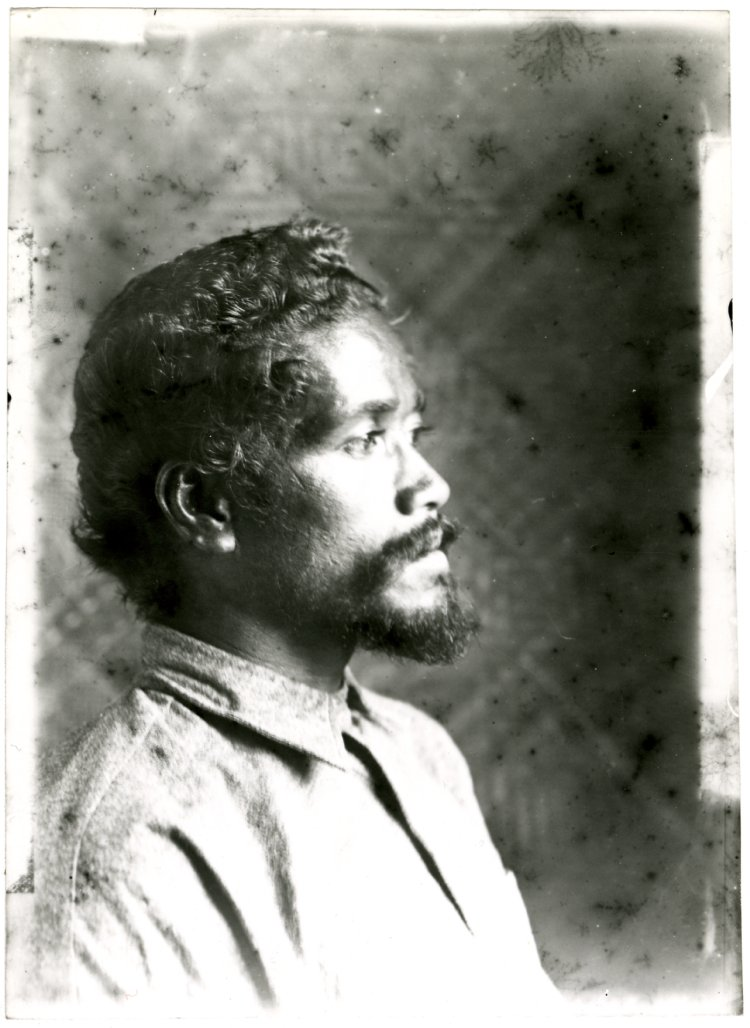
縮毛の黒髪（男性）

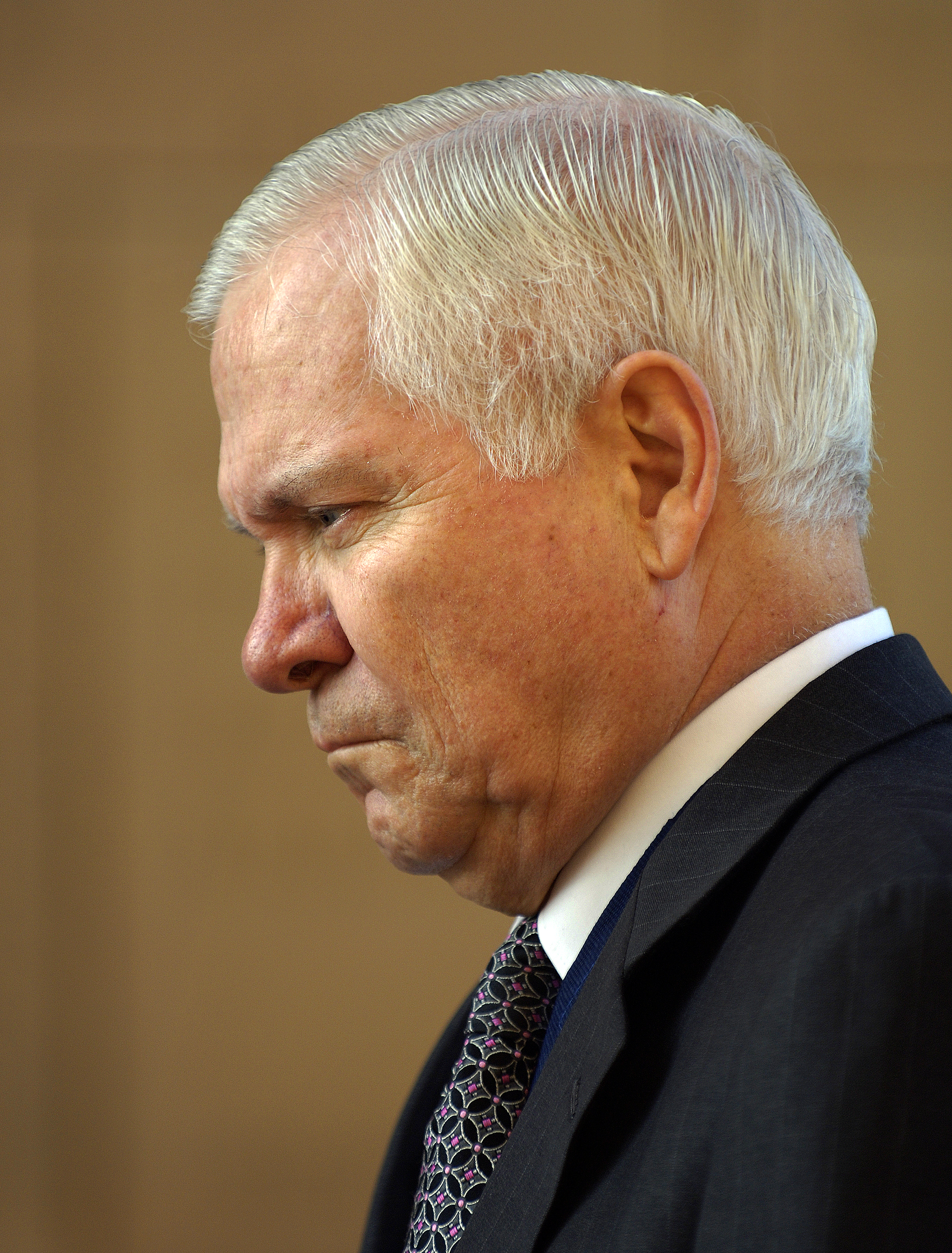
直毛の白髪 / 銀髪（男性）

頭髪（とうはつ）は、ヒトの頭部に生える毛である。毛髪（もうはつ）、髪の毛（かみのけ）、また単に髪（かみ）ともいう。

## 構成
毛と毛包から構成される器官を毛器官（hair apparatus）という。毛器官は口唇、手掌、足底などを除く全身の皮膚に存在し、一般に頭部には約10万本が存在している。毛器官には触覚に関わる知覚神経の補助的役割があり、頭髪の場合は外力や光線からの頭部の保護、高温や低温からの保温の役割がある。
頭髪の毛包は皮膚面に対して斜めに存在し、そこから毛が生えることで頭髪を構成している。

### 毛の構造

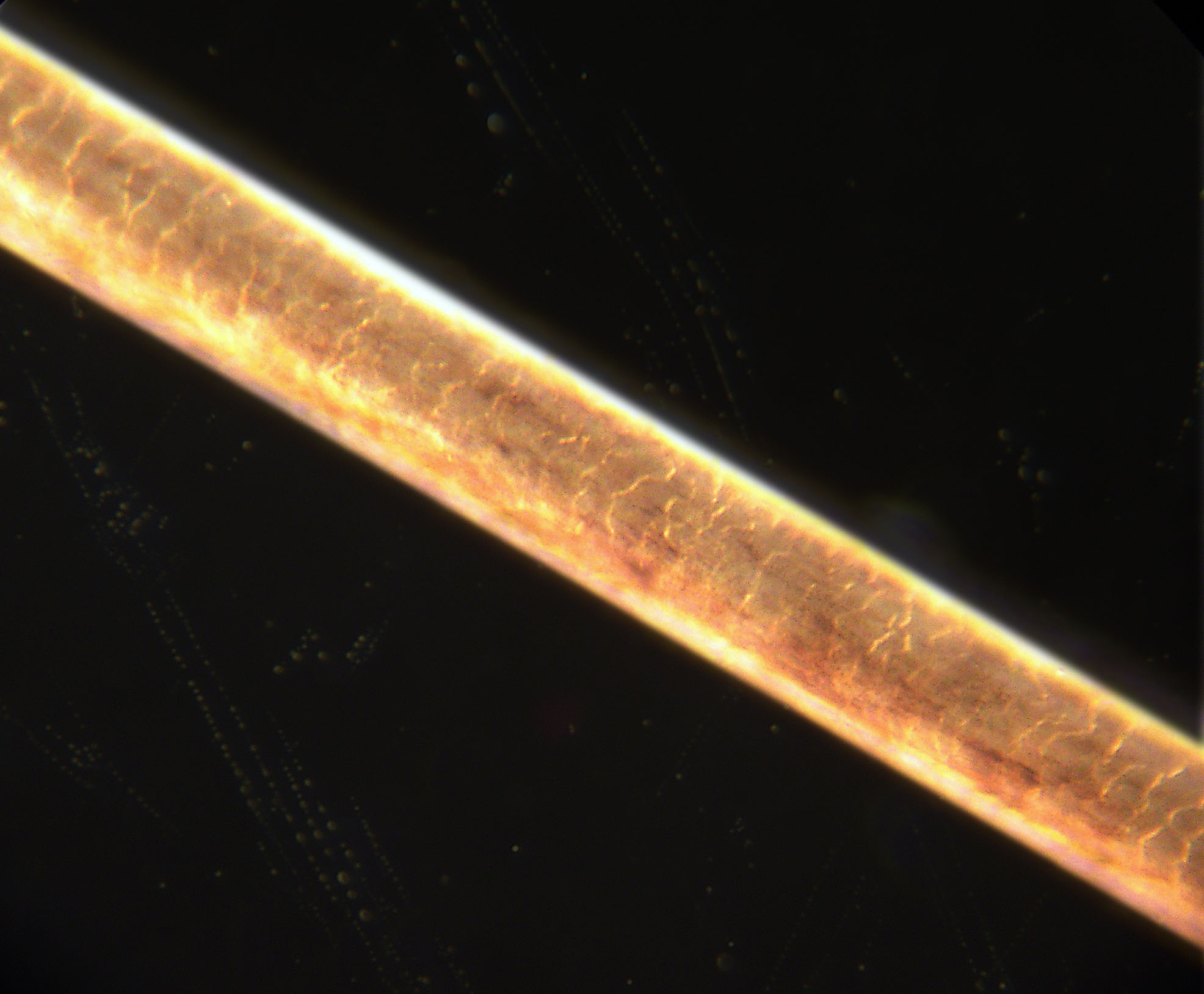
200倍に拡大した毛髪

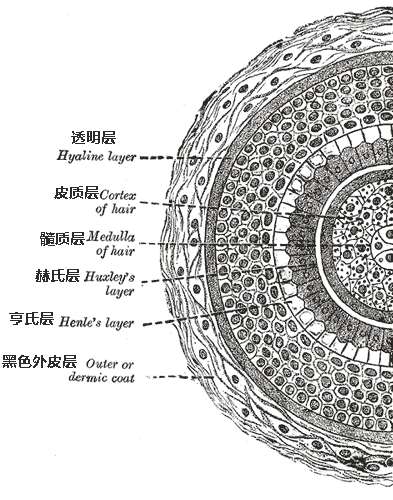
毛髪の断面図

毛は3重構造になっており、内側から毛髄質（メデュラ、medulla）、毛皮質（コルテックス、hair cortex）、毛小皮（キューティクル、hair cuticle）という。
毛は通常の乾燥した状態で水を12％程度含まれており、毛髪の成分中に保持されている。この中には200℃の熱で毛から離れる結合水を含む。そのほか、湿度の影響を受ける自由水や湿潤状態で毛が吸収した吸着水がある。
毛皮質同士や毛小皮同士、または毛皮質・毛小皮間をつなぎ合わせる役割としてCMCがあり、水や薬剤の通り道にもなる。特に毛小皮同士のCMCは外側からlower-β層、σ層、upper-β層の3層に分かれている。
毛色の成分となるメラニンは毛髄質及び毛皮質に存在し、黒毛ではユーメラニン、赤毛ではフォオメラニンが多い。「ヒトの髪の色」も参照。

#### 毛髄質
毛髄質は役割が未解明な部分が多いものの、髪の透明感やツヤに影響を与えることが判明している。同じ人物の毛であっても、存在している・していない場合がある。規則正しい構造を持たず、ケラチンがスポンジ状で無秩序に並び、空隙や袋状の空胞を多く持つ。細い毛の場合はこの部分を持たないことが多い。

#### 毛皮質
毛皮質は葉巻状の構造をしたもので、毛の延長方向に規則正しく並んでいる。毛の体積の85～90％を占める領域で、毛髪の水分保持や強度、髪色に大きな影響を与える。毛皮質を詳細に見ると、マクロフィブリルが数個から数十個の集まってできている。このマクロフィブリルの間には親水性の非ケラチンタンパク質があり、この中にメラニンやNMF（天然保湿因子、髪の水分を一定に保つ役割を持つ）がある。マクロフィブリルは更に数個から数十個のミクロフィブリルとマトリックスで構成される。ミクロフィブリルは8本のプロトフィブリルで構成され、プロトフィブリルはフィブリル4本で構成されている。
毛皮質で形成されるケラチンは他の上皮細胞で形成されるケラチンよりも、シスチン、グリシン、チロシンの含有量が多い。シスチン、グリシン、チロシンの含有量が多い特殊なケラチンは爪などにもみられ硬ケラチン（hard keratin）という。

#### 毛小皮
毛小皮は無色透明をした鱗状の皮。皮1枚で毛の外周の1/3～1/2程度を包み、全体としてタケノコの皮や瓦屋根のように重なった構造をしている。毛小皮（キューティクル）そのものは外側からエピキューティクル、A-層、エキソキューティクル、エンドキューティクル、inner-層の順に構成されている。
毛の体積の10～15％を占める領域で、毛のツヤや手触り、硬さに影響を与える。ブラッシングなどの物理的刺激や水・薬剤などの化学的刺激から毛を保護する役割がある。

## 性質

### 化学的特徴
毛髪の構成は全体の8割がタンパク質でできている。その中でシスチンを含むケラチンタンパク質の割合が毛髪全体の70％程度を占め、シスチンを含まない非ケラチンタンパク質が全体の10％程度を占める。タンパク質を除いた残りがCMC脂質（脂肪酸、セラミド、コレステロール）・水分・メラニン色素・NMFなどである。
毛髪の形状が最も落ち着く等電点はpH4.5～5.5の弱酸性のとき。パーマやヘアカラーで毛髪を膨潤させるためにアルカリ性の薬剤を用いるが、施術後は弱酸性の薬剤を用いてアルカリに傾いた毛髪を元の状態を安定させる。

### その他
古くから経験的に頭髪から得られた毛は丈夫なことが知られていて、科学的には1本の毛では100グラムの重さを、頭髪全体では12トンの重さを支えることができるとされる。これはアルミニウムの強さに匹敵する。それを利用した例として、日本の京都にある東本願寺では、明治初期の再建工事における重い建材の運搬移動に、当時入手可能だった素材（藁や麻など）の綱では強度が足りず、現代のように頑丈なワイヤーロープなども存在しなかった事から、門徒の女性が寄進した髪の毛と麻をより合わせて作られた毛綱を用いた事がよく知られ、その実物が現在も展示されている。
毛はその環境および、機械的、化学的な経歴に対応する。例えば、湿っている毛を成型して乾燥させると、その型を保つ。その型は再び毛が湿ると失われる。これは髪の毛に含まれる蛋白質同士の水素結合による。湿っている状態でない時でも熱風を加え、瞬時に冷やすことで型を保つことも可能である。さらに恒久的なスタイリングのためには、化学的な処理（パーマネントウエーブ）によってジスルフィド結合を破壊し、再構成する。

### 加齢による変化
老人は毛の内部の色素が失われるため、灰色の（実際には色の無い）毛に発達する傾向がある。非常に薄い色の金髪が加齢に伴っての同様の色素喪失を来した場合は真っ白に見える。このように加齢変化した頭髪を白髪（しらが、はくはつ）という。白髪は通常の加齢の特徴と考えられている。
白髪が生ずる年齢は人によって異なるが、一般に男性は女性よりも白髪になりやすい。一般的に75歳以上になるとほとんどの人が少なくとも白髪交じりであり、85歳までにほとんどの人が元の色の毛を失って総白髪になる。
ハーバード大学医学部は、白髪になったり、ハゲたりするのは宿命で、いろいろな治療法があるが、基本的には効果がないと発表した。

### 縮毛と直毛

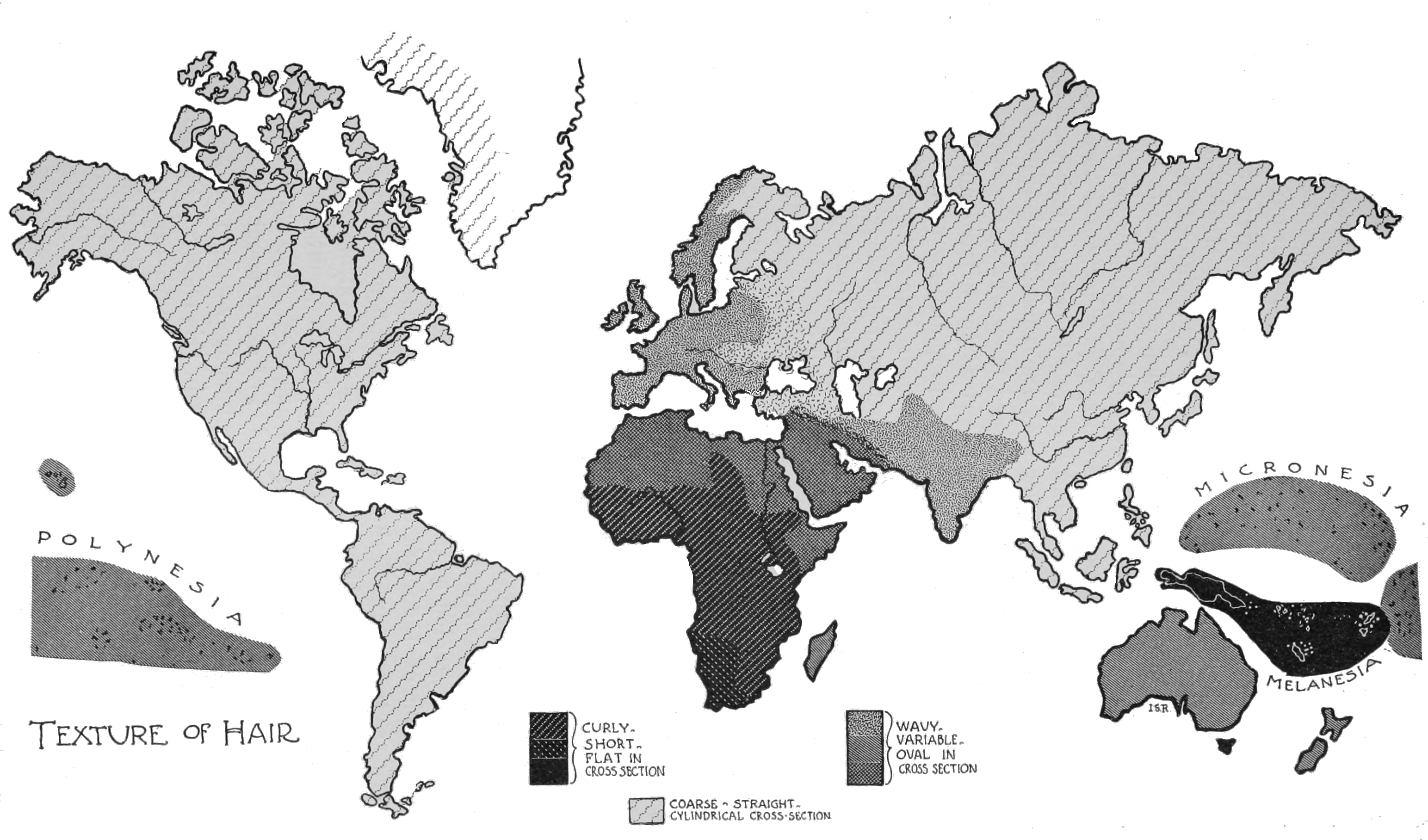
髪質の世界分布：濃い斜線は縮毛、薄い斜線は直毛。

髪質（Texture）に縮毛（縮れ毛）と直毛がある。これは、東アフリカの森に起源をもつ人類が草原へ移動して、直射日光から脳を守るために頭髪が発展して縮毛になり、さらに比較的寒冷地のヨーロッパへ移動した人類は、むしろ脳の温度を守るために直毛になった、という最近の説がある。日本人の髪質は、縮毛と直毛がほぼ半々で、これは南アジアを通して来た人々と、ヨーロッパから北アジアを通じてきた人々の混成だからともいう。

## 分類
頭髪は様々な観点から分類できる。以下はその一例である。

### 部位
頭髪は部位に基づいて以下のように分類・呼称される。
- トップ - 頭髪のてっぺんで、主につむじ周り。
- 生え際 - ヘムライン、フェイスラインと称される。もみあげともみあげをつなぐ顔周り。
- アウトライン - 髪型で下側、および外側のラインを呼ぶ。
- モヒカンライン - 髪の中央の縦のラインを呼ぶ。この部分が他の部分より長いスタイルがソフトモヒカンと称される。
- 後ろ髪 - バックと称される。頭の後ろ、後頭部部分。「後ろ髪を引かれる」での表現でも使用される。
- 襟足 - ネープと称される。
- 前髪 - バングと称される。
- ハチまわり - 耳上の骨格の部分で最も出っ張る部分をハチと称し、その周辺の髪。
- サイド - 髪の両横部分。耳上あたり。髪の量が多く、厚くなっているサイドはヘビーサイドと呼ばれる。
- ミドルセクション - 耳上の部分。
- 鬢 - 日本髪における髪の両横部分。
- 小鬢 - 出額とも称される。
- もみあげ - 耳の前。

#### 前髪
前髪（英: bang）は額および顔前面まわりの髪である。バングとも。
二重構造で作られた前髪はダブルバングと称される。顔全体の印象に大きく影響するため、前髪の形状はヘアスタイリングにおいて重視される。

### 髪質
頭髪は髪質に基づいて以下のように分類・呼称される。
- 直毛
- 縮毛（縮れ毛）

## 毛の成長

### 成長の仕組み
毛は毛根下部にある毛球から成長する。毛球は毛乳頭を包み、毛球頭は毛細血管を通じて運ばれた栄養分を毛球内部にある毛母細胞に受け渡す。毛母細胞は分裂を繰り返して数を増やすことで毛は成長する。

### 毛周期
髪の毛は一定の周期で生育と脱落を繰り返しており、毛周期（hair cycle）という。毛周期は成長期、退行期、休止期に分けられる。毛周期は髪の毛ごとに異なり、頭部全体では一定数を保つ。
- 成長期

頭髪が成長する時期で数年間に及ぶ。成長期の頭髪は1日に0.3〜0.5mm成長する。
- 退行期

成長期の後、毛包の収縮が始まると細胞分裂は停止し、2〜3週間は退行期に入る。
- 休止期

細胞分裂しなくなった毛包が毛隆起部まで上昇し、毛根は棍棒状の棍毛（club hair）になって数か月留まる。再び成長期に入ると毛包表皮は細胞分裂しながら下降し、毛母から生じた新しい髪の毛に押されて棍毛は脱落する。1日に脱落する髪の毛の本数は約100本である。
毛の根元にある毛胞は非常に速く成長する。そのため抗がん剤投与などの化学療法により頭髪を失うことがしばしばある。抗がん剤は速く成長する細胞に働くため、がん細胞だけでなく毛包にも作用することによる。毛細胞の代謝を抑える為に冷却して低温に保つ事で脱毛を抑える事もある。

## 手入れ
人間の見た目を大きく左右する要素であるため、美容と言う概念では毛髪の手入れに気を使うことも多い。頭髪の長いロングヘアになるほど、手入れの時間が増える傾向にある。
特にクチクラ（キューティクル）は水分を含むと膨張するため、摩擦で剥がれやすくなる。その結果としてクチクラが少なくなると、毛の内部が空洞化して痛みやすくなる。
洗髪の際は、真菌に対する衛生面で頭皮の洗浄も重点に置く必要がある。予めブラッシングや事前のお湯洗いなどで汚れを落とし、きめ細かくした泡を使って汚れを吸着させながら低摩擦で洗浄し、乾燥させる際は髪についた水気をある程度抜いたうえで髪にタオルと熱しすぎない程度に温風を髪をに当てて乾かし、さらに冷風で冷却してからブラッシングすることが推奨される。

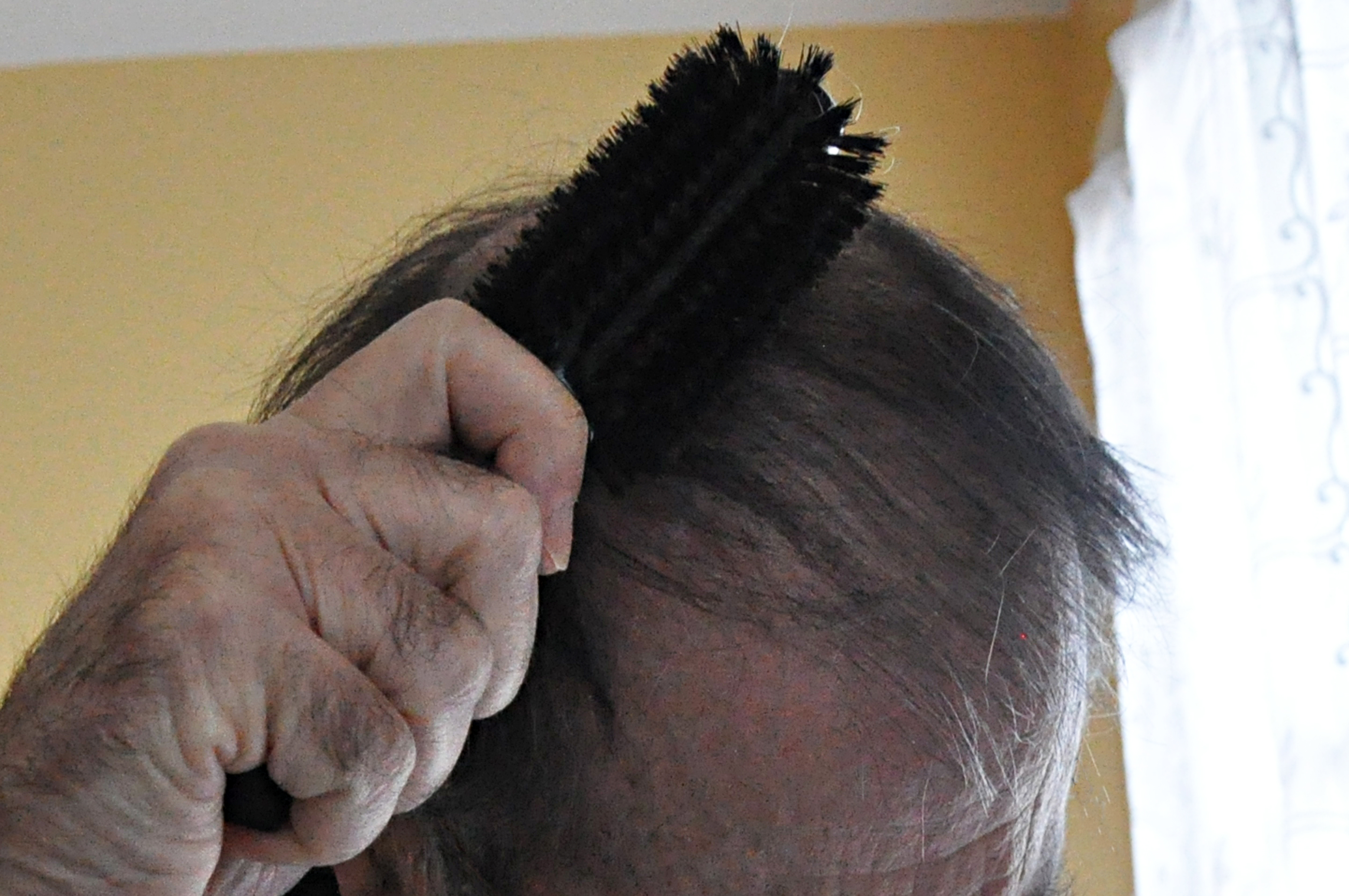
ヘアブラシで頭髪を手入れする男性の図
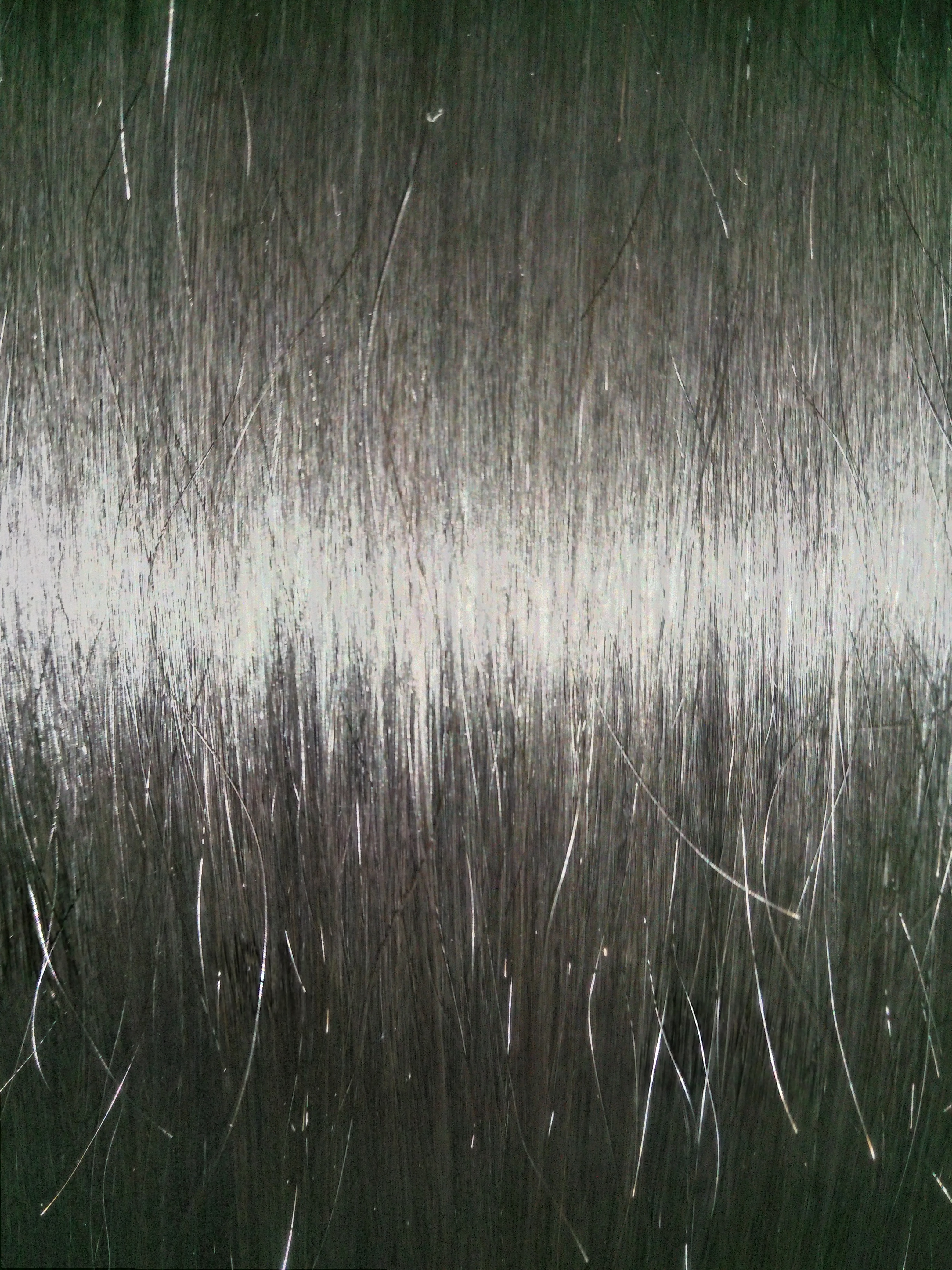
梳った直毛の黒髪。クチクラ層は光を反射して淡い光の束を形成している。

## 利用

### 付け毛（かつら、ウィッグなど）
古来、付け毛（つけげ）は、身体や時には物を飾るために、あるいは無くした髪を補うために、ヒト（人類）が手にすることのできる素材の一つであったかも知れないが、考古遺物や記録として遺されたものは確認できない。
国際貿易センター（ITC）の統計によれば、2012年段階で中華人民共和国（中国）が生産する人毛製品は、世界の流通量の大半を占める。特に、ファッションの一部として用いられるヘアーエクステンションやウィッグは、中国の中でも安徽省阜陽市太和県一帯において加工、流通の集積が進んでおり、原材料も地元中国のほかミャンマーやベトナムなどからも取り寄せられている。
人間だけでなく、フィギュアなど人形にも使われる。
人毛は貿易やインターネットオークションを含む個人間売買といった商取引の対象にもなる。長くて美しい髪ほど高値がつく。
19世紀半ばのヨーロッパでは銀の2倍の価値があったため、髪を奪う髪泥棒が存在した。こういった報告は、髪の需要があった広い地域で見られる。
病気などで髪を失った人への寄付として、ヘアドネーションという取り組みがある。
関連する作品
- 髪盗人
- 賢者の贈り物 - 夫は妻の髪に似合う髪飾りを送るために大事にしていた懐中時計を売り、妻は夫が大事にしている懐中時計の鎖を買うために髪の毛を売る短編小説。
- 羅生門

### 生薬
古来、東洋医学（中国医学、古来日本の漢方医学など）では人毛を生薬として利用してきた。中国医学では黒焼きにしたものを「乱髪霜」と呼び、止血効果があるとされる。値段は長さ50センチメートルほどの髪が、1キログラム当たり5400元（約9万円）程度で売れることもある。

### 刷毛
刷毛としての利用は、伝統工芸技術として日本で発展してきた漆工芸において、漆刷毛（うるしばけ）という形で昔から欠かせないものになっている。これは、高品質な一本物の長い人毛（直毛）を束ね、漆糊（うるしのり。澱粉糊に生漆〈きうるし〉を混ぜ込んだもので、布や木などの接着剤）で固めて板状に加工し、それを白木の板で挟み込んで刷毛の形に整えたもので、日本における刷毛の原型とされている。漆刷毛は鉛筆の芯のように先端から柄尻まで固めた人毛が詰まっているので、鋭さが鈍ってしまった鉛筆の先を削って尖らせるのと同じように、使うことで乱れてしまう先端部を小刀などで削って刷新しながら消費してゆくものである。毛は一本物であるため、抜け落ちて塗り面を乱すということが無い。仏教が伝来して日本各地に寺院が建立されてゆくなかで、仏像や美術用具、その他に漆を塗るために使われるようになったとされている。塗師によれば、現在でも馬の尻尾の毛以外の他素材で代用することは考えられない。代用が利かない理由の第一はその長さで、全長200～250ミリメートルという漆刷毛に必要な長さの毛は、人毛と馬の尻尾の毛くらいでしか安定して確保できないことがある。そして人毛が素材として最高級である理由は、馬の毛では太過ぎて漆を塗るのには刷毛目が立ち過ぎて不向きなことにある。その点、人毛の太さはちょうど良く、刷毛目も立ちにくいという。なお、昔から海女の髪が良質とされている。海水にさらされて適度に脂が抜けるため、漆の含みが良いという。また、現在（※令和時代初頭）の漆刷毛職人にはストックしてある明治時代の女性の頭髪を材に生産している者もいるが、これもやはり適度に脂が抜けるからという。ただ、今では刷毛用の国内産の人毛は入手困難になってしまっており、ほとんどが中国産になっている。2010年代後期後半時点で、漆刷毛職人の工房は大阪市にある老舗1軒と東京にある1軒しかない。

### 落ち買い
江戸時代の日本の都市部は、高度に発達したリサイクル社会であり、当然のこととして髪の毛もリサイクル（再生利用）の対象であった。多くの人々が生活するなかで日々生み出される大量の髪の毛を買い集めて回る人々がいて、そのほとんどが女性であった。こういった人々を江戸では「おちゃない」と呼んでいたが、これは「落ち買い（おちがい）」が訛った名称であった。江戸市中には「おちゃない、おちゃない～♪」という売り詞（うりことば）が響き、そうして彼女たちが集めた髪の毛を、毛屋（けや）や髢屋（かもじや）が買い取っていた。「毛屋」というのは、おちゃないから買い取ったり自分たちで集めた髪の毛を利用者に売り渡す、髪の毛専門の卸である。集められた髪の毛は、日本髪の髢（かもじ。髪を結うときに足りない部分を補うもの）や、刷毛（漆刷毛を含む）の材料となる。前述したように、髢に加工するものは髢屋が直接買い取ることもあった。また、当時は神社に髪の毛を奉納する習慣もあったため、神社がそれを天日干ししておくと、おちゃないや毛屋が買い取りにきた。

### L-システイン
パンなどに含まれている食品添加物のL-システインには、中国の人毛から製造したものが出回っている。欧州連合（EU）の法律では、人毛から作られたL-システインを禁止している。

### 遺髪等
頭髪は、人が死後に遺す物として代表的な一つであり、これを遺髪（いはつ）という。特に伝統的な日本文化の下では、遺品として敬意を払われるべき対象物である。死にゆく自身がどうあってもこの世に残したい思いがある時、古来の日本人は遺髪にその念を籠め、遺族の手に渡ることを願った。遺族らもその文化を共有しているので、故人の頭髪は特別視されるのである。

### 検体として
犯罪現場などに残された毛髪は血液型検査やDNA型鑑定の対象となり、被害者や被疑者の同定に役立つ。
毛髪中に微量で含まれる成分が医療や研究で注目される。例として中長期のストレス指標となるコルチゾールや病気の早期発見のマーカーとなるカルシウムが挙げられる。毛髪の分析により、健康状態や病気を把握する手法を研究する毛髪診断コンソーシアムが、日本の理化学研究所など20研究機関により組織されている。

### 吸着材
人間の髪で作った油吸着材は、髪の毛1グラムあたり0.84グラムの原油を吸着することが明らかになったという。これは油流出事故で通常使われるプラスチック素材の一種ポリプロピレンで作られた吸着材より大幅に多い。
リサイクルした髪の毛にはもっと日常的な用途もある。例えば排水溝の周りに設置すれば、豪雨の際、雨水に流されるエンジンオイルなどを集められる。あるいは食用油を吸い取る生分解性のグリーストラップ（油阻集器）にも使われている。

### マルチング材
リサイクルされた髪の毛は、植物の成長に必要な肥料や根元を覆うマルチング材としても使用できる。
チリのアタカマ砂漠では、ヘアマットを土壌に置くと、使用する水の量は48％も少なくて済むという実験結果が出た。また、髪の毛でマルチングしたおかげで窒素が増えて土壌の健康状態も改善し、収穫量が32％増えたという。

## 文化史
頭髪は、単に人体の一部という役割を超えて、神聖視されたり、特別な意味合いを付与されたりすることもあった。旧約聖書の『士師記』においてサムソンは髪を切られたためにその力を失った。現在でも正教会においては、地域によっては気候・習慣等の要因から髪を切る修道士もいるが、修道士は頭髪を切らない事が基本的伝統とされる。
また、芸術作品では悲嘆する場面で髪を振り乱す、髪を掻きむしるなど、髪を使った感情表現が古代ギリシアの時代から見られる。古代の地中海世界では髪は感情や生命力が宿る場所とされ、葬儀の際には死者や参列者の髪を切って奉献し喪に服した。
日本の平安時代の貴族女性において、髪の長さは美しさであった。村上天皇の宣耀殿の女御の髪の長さは、『大鏡』に記述がある。
ネグロイドでは、頭髪をそのままにしておくと、きつく曲がって成長し、ドレッドと呼ばれる独特の髪形になる。アメリカ合衆国においては、1960年代まではコーカソイドのネグロイド（アフリカ系アメリカ人）に対する人種差別が根強く、ネグロイド自身も差別される事を嫌って、化学処理や装置を使って毛を真っ直ぐにする場合があった（いわゆるストレートパーマ）、1960年代以降、公民権運動が成果を上げてネグロイドの地位が向上すると彼らの考えも変化発展し、縮毛を活かしたドレッドやアフロヘアーを誇示するようになり、コーカソイドにも浸透するようになった。

## 表情
髪がどのような様子であるかは、人物全体の印象を左右する極めて重要な部分である。最も顕著なのは髪型という造形がもたらす印象で、その人物の性格や、時として人生の背景などといったものまでも反映させる。風になびく、濡れそぼる、乱れる、総毛立つ、光を受けて輝く、などなど、その時々の周囲の状況や自身の感情に影響され、髪は様々な様態にある。その人物の姿を像として受け取る側に最も饒舌に訴求する部位である。美しい髪を見るだけで一目ぼれしてしまう人がいる。
映画・漫画・アニメーションなどの直接的表現に限らず、視覚情報や視覚的イメージに訴求する表現形態では、髪が生み出す表情を存分に活かそうとする。そこでは、髪が少ない、髪が無い、髪を剃る、髪を切るなどといったことさえ、髪の表現の一種と言える。恋に破れた女性が長髪をばっさり切ってショートヘアにするなどといったことは、実際にあるし、作品では表現様式として定型とまで言える。それが若者であれば固い決心や覚悟の表れである。夫を亡くしたばかりの姫君であれば、浮世の女性として終わり、寂しいあるいは穏やかな余生が始まることの、象徴的表現になる。
また、漫画やアニメーションでは、髪の表情や髪型に関する表現様式は特殊な発展を遂げている。形・色・動きは記号として機能する。例えば日本式のアニメにおける、「感情表現の部位として自在に動く、触角のようなアホ毛」(cf.) などというものは、特殊化の極みと言える。

### その他の体毛全般
- 毛 (動物)
- 毛包
- 耳毛
- 鼻毛
- わき毛
- 腹毛
- 陰毛
- すね毛